# Codi ATC B01
El  codi ATC B01, descrit com Agents antitrombòtics, és una subgrup terapèutic de l'Anatomical, Therapeutic, Chemical Classification System (ATC). La classificació ATC és un sistema de codis alfanumèric desenvolupat per l'Organització Mundial de la Salut (OMS) per als fàrmacs i altres productes sanitaris. El subgrup B01 és part del grup anatòmic B Sang i òrgans hematopoètics.

Els codis per a ús veterinari (codis ATCvet) poden han estat creats afegint la lletra Q davant dels codis ATC humans: QB01... 
Les adaptacions estatals de la classificació ATC poden incloure codis addicionals no presents en aquesta llista, que segueix la versió de l'OMS.

## B01A Agentsantitrombòtics
B01A A Antagonistes de la vitamina K
B01A B Grup de l'heparina
B01A C Inhibidors de l'agregació plaquetària, excl. heparina
B01A D Enzims
B01A X Altres agents antitrombòtics